# یارا بدر
یارا بدر (انگلیسی: Yara Bader؛ زادهٔ ۱ ژانویهٔ ۱۹۰۱) روزنامه نگار و فعال حقوق بشر اهل سوریه است. وی از اعضای مرکز مستقل رسانه‌ها و آزادی بیان سوریه (CMFE)، که در سال ۲۰۰۴ در دمشق تأسیس شد است، همسر وی، وکیل برجسته سوری و مدافع حقوق بشر و آزادی بیان، مازن درویش است.